# Ouoh-Bilo
Ne doit pas être confondu avec Ouoh-Kinga.
Ouoh-Bilo est une localité située dans le département de Tangaye de la province du Yatenga dans la région Nord au Burkina Faso.

## Géographie
Ouoh-Bilo se trouve à 15 km au nord-ouest de Tangaye, le chef-lieu du département, à 3 km à l'ouest de Pella-Tibitiguia et à 22 km à l'ouest du centre de Ouahigouya.

## Histoire
En juillet 2020, des attaques armées non identifiées ont eu lieu sur les villages de Ouoh-Bilo et Ouoh-Kinga entrainant des déplacements en urgence des populations des deux villages vers Tangaye et Ouahigouya.

## Santé et éducation
Le centre de soins le plus proche de Ouoh-Bilo est le centre de santé et de promotion sociale (CSPS) de Pella-Tibitiguia tandis que le centre hospitalier régional (CHR) se trouve à Ouahigouya.